# Kautokeino
Kautokeino là một thành phố đô thị thuộc hạt Finnmark của Na Uy. Khu tự quản Kautokeino thuộc hạt Finnmark. Khu tự quản này có diện tích km2, dân số là người. Thủ phủ đóng tại ngôi làng của Guovdageaidnu / Kautokeino. Thành phố nãy đã là một phần của thành phố Kistrand cũ cho đến khi năm 1851.
Guovdageaidnu / Kautokeino là một trong hai trung tâm văn hóa của miền Bắc Sápmi ngày nay (các thành phố kia là Kárášjohka - Karasjok). Các ngành công nghiệp quan trọng nhất là chăn nuôi tuần lộc, điện ảnh, và hệ thống giáo dục công cộng.